# 理查德·J·埃文斯
理查德·J·埃文斯（英語：Richard John Evans，1947年9月29日—）是一位英国历史学家，2008至2014年间担任剑桥大学的雷吉斯历史教授，主攻欧洲特别是德国的近现代史。

## 代表作
- 《捍卫历史》（In Defence of History，1997年）
- 《第三帝国三部曲》（The Third Reich Trilogy），包括：
  1. 《第三帝国的到来》（The Coming of the Third Reich，2003年）
  2. 《当权的第三帝国》（The Third Reich in Power，2005年）
  3. 《战时的第三帝国》（The Third Reich at War，2008年）
- 《历史的另一种可能》（Altered Pasts: Counterfactuals in History，2013年）
- 《竞逐权力：1815-1914》（The Pursuit of Power: Europe 1815-1914，《企鹅欧洲史》第七卷，2016年）
- 《历史中的人生：霍布斯鲍姆传》（Eric Hobsbawm: A Life in History，2019年）
- 《阴谋论中的希特勒：第三帝国与偏执想象》（The Hitler Conspiracies: The Third Reich and the Paranoid Imagination，2020年）